# 熊谷重勝
熊谷 重勝（くまがい しげかつ、1947年5月17日 - ）は、日本の会計学者。立教大学名誉教授。

## 経歴
（出典：）
- 1947年 岩手県盛岡市生まれ
- 1966年 岩手県立盛岡第一高等学校卒業
- 1970年 武蔵大学経済学部経営学科卒業
- 1970年 丸善株式会社入社
- 1971年 丸善株式会社退社
- 1974年 立教大学大学院経済学研究科経済学専攻修士課程修了
- 1976年 秋田短期大学商経科専任講師、秋田経済大学経済学部兼担
- 1977年 立教大学大学院経済学研究科経済学博士課程単位取得満期退学
- 1981年 秋田短期大学商経科助教授
- 1987年 秋田短期大学商経科教授
- 1989年 富士大学経済学部経済学科教授
- 1991年 立教大学経済学部経営学科教授
- 2001年 立教大学大学院経済学研究科経営学専攻博士課程前期課程兼同後期課程主任
- 2002年 立教大学経済学部会計ファイナンス学科教授
- 2002年 立教大学経済学部会計ファイナンス学科長兼同大学院経済学研究科経営学専攻後期課程主任
- 2013年 立教大学定年退職
- 2014年 常葉大学経営学部教授
- 2018年 常葉大学定年退職

この間、岩手県立盛岡短期大学、岩手県立宮古短期大学、岩手大学、埼玉大学、日本福祉大学において兼任講師（非常勤職員）を歴任

## 著書

### 単著
- 『引当金会計の史的展開』同文舘

研究業績

### 編著
- 『国際会計基準を考える』大月書店
- 『金融ヘゲモニーとコーポレート・ガバナンス』税務経理協会
- 『グローバリゼーションと経営・会計』唯学書房
- 『日本の製造業を分析する 自動車, 電機, 鉄鋼, エネルギー』唯学書房
- 『社会化の会計』創成社

### 共著
- 『現代証券市場と企業財務』 大月書店
- 『経営財務の基礎理論』 同文舘
- 『先端技術と地場産業』 日本経済評論社
- 『企業再構築と経営分析』ミネルヴァ書房
- 『現代産業と経営分析』多賀出版
- 『社会と会計』大月書店
- 『資本市場の変容と経営財務』中央経済社
- 『社会化の会計』創成社
- 『資本論と社会主義、そして現代』明石書店
- 『新自由主義の行き詰まりと改革課題』えるむ書房